# Dasychira chloebapha
Dasychira chloebapha är en fjärilsart som beskrevs av Collenette 1930. Dasychira chloebapha ingår i släktet Dasychira och familjen tofsspinnare. Inga underarter finns listade i Catalogue of Life.